# Bestial Warlust
Bestial Warlust war eine australische Black-Metal-Band aus Melbourne. Sie war Ausgangspunkt für zahlreiche Black-Metal-Bands aus Australien.

## Bandgeschichte

### 1990–1997
1990 gründete Damon Burr die Death-Metal-Gruppe Corpse Molestation. Nach der Namensänderung in Bestial Warlust um 1993, erlangte die Gruppe einen Plattenvertrag bei Modern Invasion. Das Debüt Vengeance War ’till Death entstand unter Beteiligung von Keith Warslut, der neben der Band auch ein Seitenprojekt namens Deströyer 666 hatte. Nach dem Debüt stieg er aus und konzentrierte sich auf diese Band.
1995 erschien das zweite Album Blood & Valour, danach verließen mehrere Mitglieder die Gruppe. Ein letztes Lebenszeichen erschien 1997 in Form eines Lieds für die Split-7″-Single Headbangers Against Disco.

### Nach Bestial Warlust
Chris Hastings verließ Australien und zog nach Europa. Er spielte dort in der Band Adorior und brachte seine eigene Gruppe Razor of Occam nach Großbritannien. Damon Burr war an Abominator, Cemetery Urn und Kutabare beteiligt. Keith Warlust ist weiterhin bei Deströyer 666 aktiv. Markus Hellkunt gehört seit 1999 Gospel of the Horns an und war an Anatomy beteiligt.

## Stil
Unter dem Namen Corpse Molestation spielte die Band „malmenden, zyklonischen Death Metal“. Eduardo Rivadavia von Allmusic behauptet, die Band sei von skandinavischen Bands wie Darkthrone und Mayhem inspiriert worden, allerdings existierte sie als Corpse Molestation schon vor der norwegischen Szene und übernahm auch nach ihrer Umbenennung nicht deren Musikstil. Stattdessen spielte die Gruppe sehr schnell gespielten Black Metal mit Einflüssen aus dem Death Metal und dem Grindcore, sowie der deutschen Thrash-Metal-Szene um Sodom und Kreator. Die Musik ist im Stil von Blasphemy und Sarcófago gehalten. Auch ihre Erscheinung bei Live-Auftritten war an diese Gruppen angelehnt. Die Gruppe selbst bezeichnete ihren Stil als Satanic War Metal.

## Diskografie
- 1992: Descension of a Darker Deity (Demo, als Corpse Molestation)
- 1993: Promo 93 (als Corpse Molestation)
- 1993: Swarming Black Emotions auf Vinnum Dei Satanas – The Wine of Satan (als Corpse Molestation)
- 1994: Vengeance War ’till Death (Album)
- 1995: Blood & Valour (Album)
- 1997: Headbangers Against Disco (Split mit Gehennah, Infernö und Sabbat)
- 2003: Dungeon Rehearsals (Kompilation, als Corpse Molestation)
- 2004: Descension of a Darker Deity (Kompilation, als Corpse Molestation)
- 2009: Holocaust Wolves of the Apocalypse (Kompilation, als Corpse Molestation)
- 2012: Satan’s Fist (EP)